# Refugi antiaeri de la Font Gran
El Refugi antiaeri de la Font Gran és un refugi antiaeri subterrani de Benissanet (Ribera d'Ebre) que forma part de l'Inventari del Patrimoni Arquitectònic de Catalunya. Està situat dins del nucli urbà de la població de Benissanet, al bell mig del terme, a la plaça de la Font Gran.

## Descripció
És un refugi antiaeri subterrani format per dues llargues galeries o passadissos, amb l'accés actual situat al subsol de la plaça, darrere la font. De fet, tant aquest accés com el que està situat sota la casa coneguda com a ca Lleixà (plaça Catalunya, 8), actualment tapiat, es construïren amb posterioritat als accessos originals, aquests últims situats al sòl del carrer de la Creu (a la cantonada sud-oest de la plaça) i al subsol de la casa Bonfill (plaça Catalunya, 22-carrer de les Eres). Des de l'accés actual al refugi s'accedeix a la primera galeria, d'uns 35 metres de longitud. A la part final d'aquesta, al subsol de l'avinguda de Sant Jordi, es divideix en dos trams.

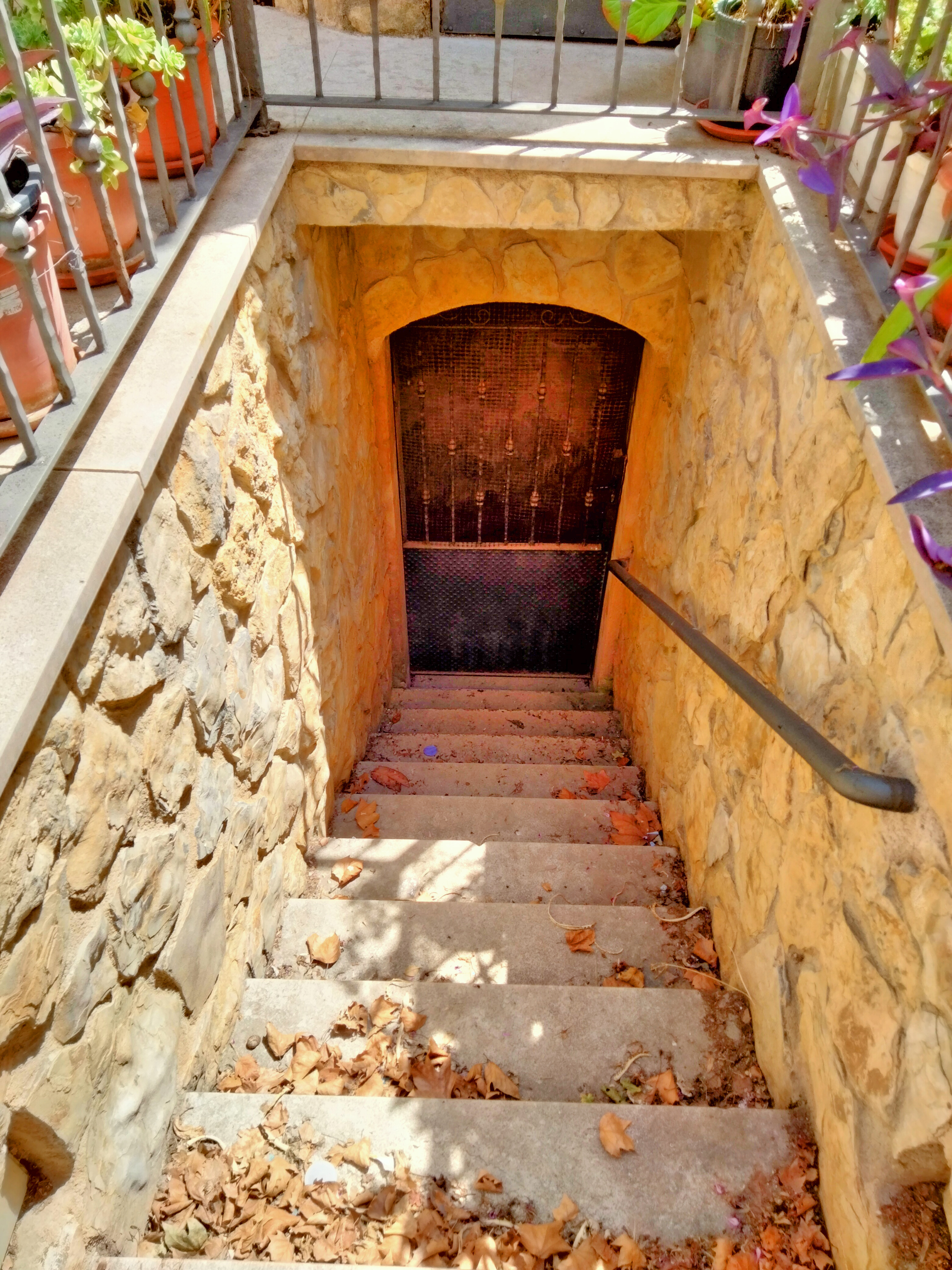
Entrada al refugi de la Font Gran

El tram de l'esquerra, d'uns quatre metres de longitud, s'acaba a la boca de la casa Bonfill, i s'hi ubiquen dues petites sales actualment museitzades. El de la dreta, d'uns 33 metres de longitud, finalitza a la boca de ca Lleixà. Les galeries presenten les parets laterals bastides amb maons disposats a cantell, mentre que la volta és de mig punt i està bastida amb maons disposats a pla. Hi ha trams on la galeria no ha estat construïda, deixant així el subsol geològic de la zona vist. En general, aquests passadissos amiden un metre d'amplada per 1,70 metres d'alçada aproximada. Tot el recorregut combina trams rectilinis amb d'altres curvilinis. Per arribar als accessos hi ha escales.

## Història
Després de l'inici de la batalla de l'Ebre, el 25 de juliol de 1938, i com a conseqüència dels bombardejos constants de l'aviació enemiga, les autoritats municipals i militars republicanes decidiren bastir diversos refugis antiaeris.
En el cas del refugi de la Font Gran es va construir gràcies a l'ajuda dels soldats republicans i de les noies joves del municipi, una vintena d'entre 14 i 16 anys, que treballaren nit i dia durant els mesos d'agost, setembre i octubre de l'any 1938, fins que ho varen enllestir.
Benissanet es convertí, al llarg de gairebé tota la batalla, en rereguarda de l'exèrcit republicà i en un dels eixos de comunicacions a través del riu. Cal esmentar que hi va haver un destacament de potabilització d'aigües, que analitzava l'aigua que es repartia als soldats. Durant l'agost i l'octubre l'estat Major de Líster també s'instaurà en Benissanet.
Actualment el refugi ha estat rehabilitat com a memorial democràtic per recuperar la memòria històrica dels diferents espais de la batalla de l'Ebre i és visitable prèvia visita concertada amb l'Ajuntament.